# Альков

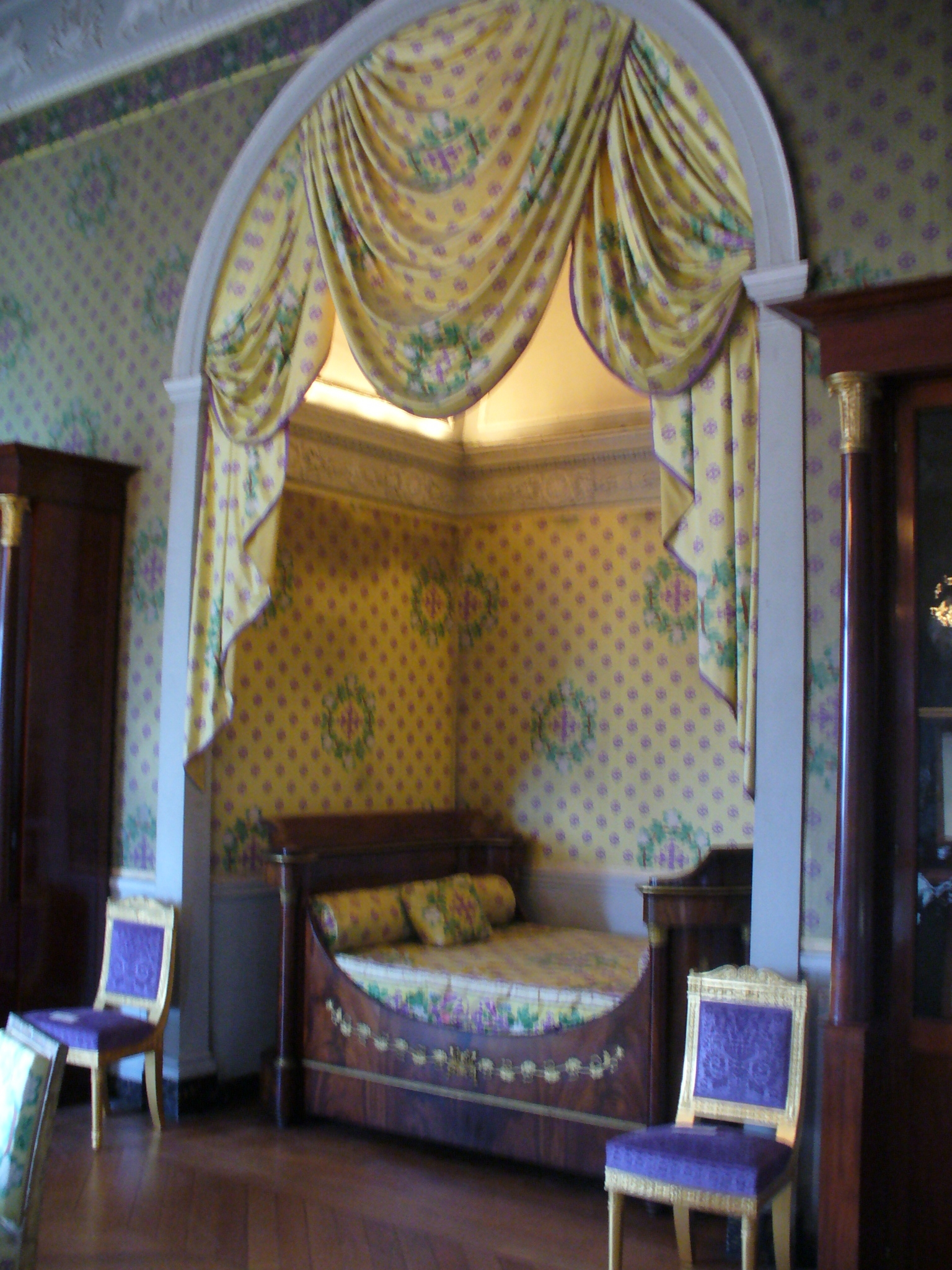
Ліжко в алькові

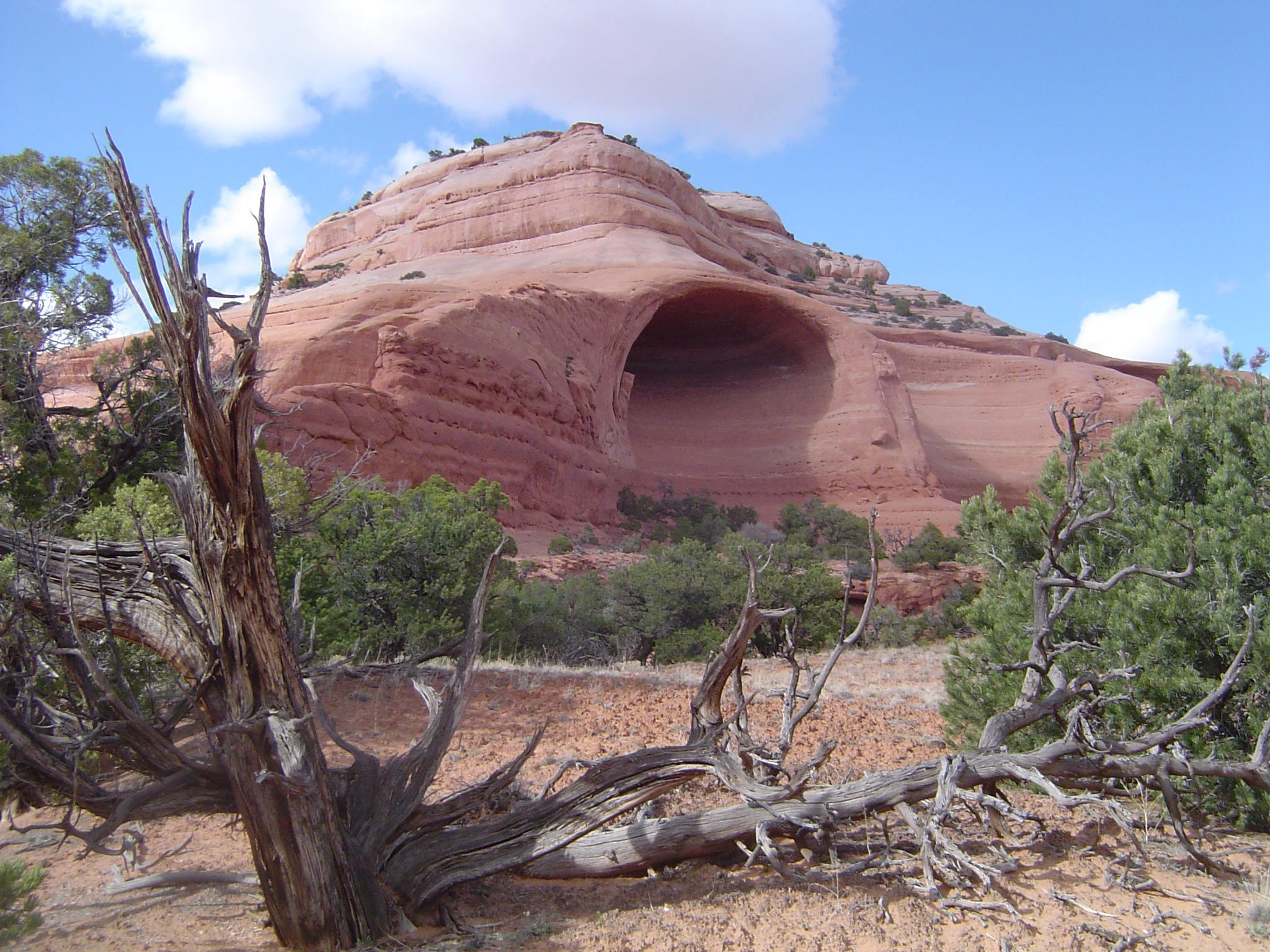
Альков у пісковику біля міста Моаб (штат Юта, США)

Алькóв або алько́ва (через фр. alcôve, ісп. alcoba, [alˈkoβa] від араб. القبة, аль-кубба — «сховище») — це архітектурний термін для ніші в приміщенні, як правило, відгородженої колонами, балюстрадою або драпуванням. Найчастіше альков служить маленькою спальнею, але може бути і місцем для спілкування.
У донжонах середньовічних замків існували своєрідні алькови з вікнами: внаслідок великої товщини стін віконні пройми влаштовувалися в особливих нішах чи амбразурах, на одну-дві сходинки вище підлоги, а перед вікнами розташувалися одна чи дві лави.
У географії та геології термін «альков» використовується для позначення депресії у бік скелі, сформованої внаслідок вітрової ерозії. Прикладом алькова є пісковик Навахо на плато Колорадо.

## Див. також

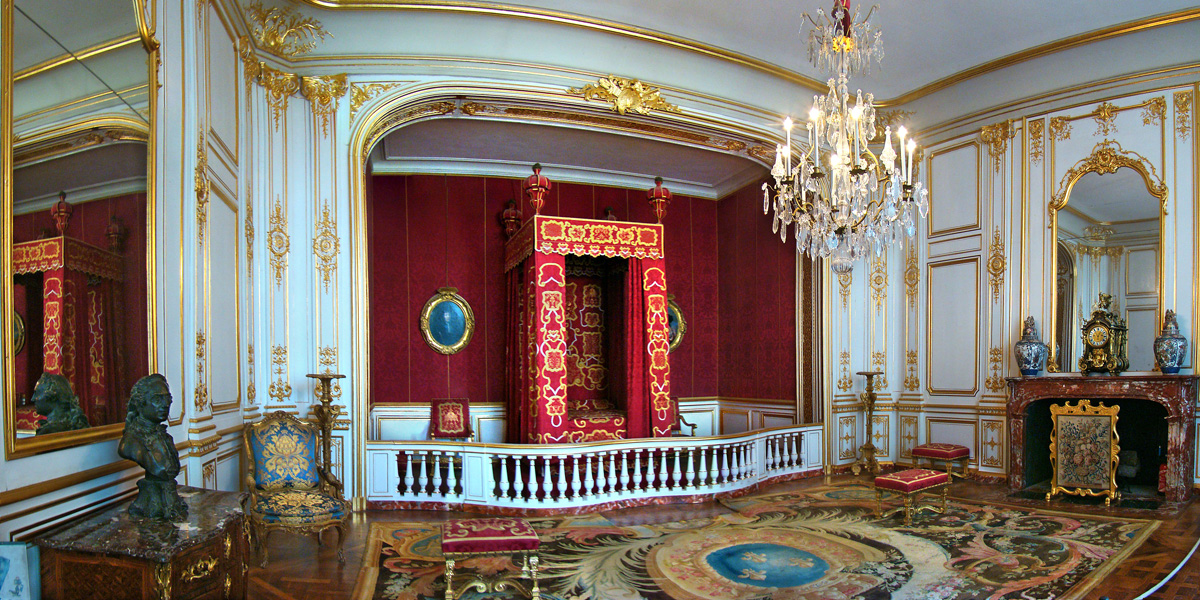
Альков у замку Шамбор, Франція
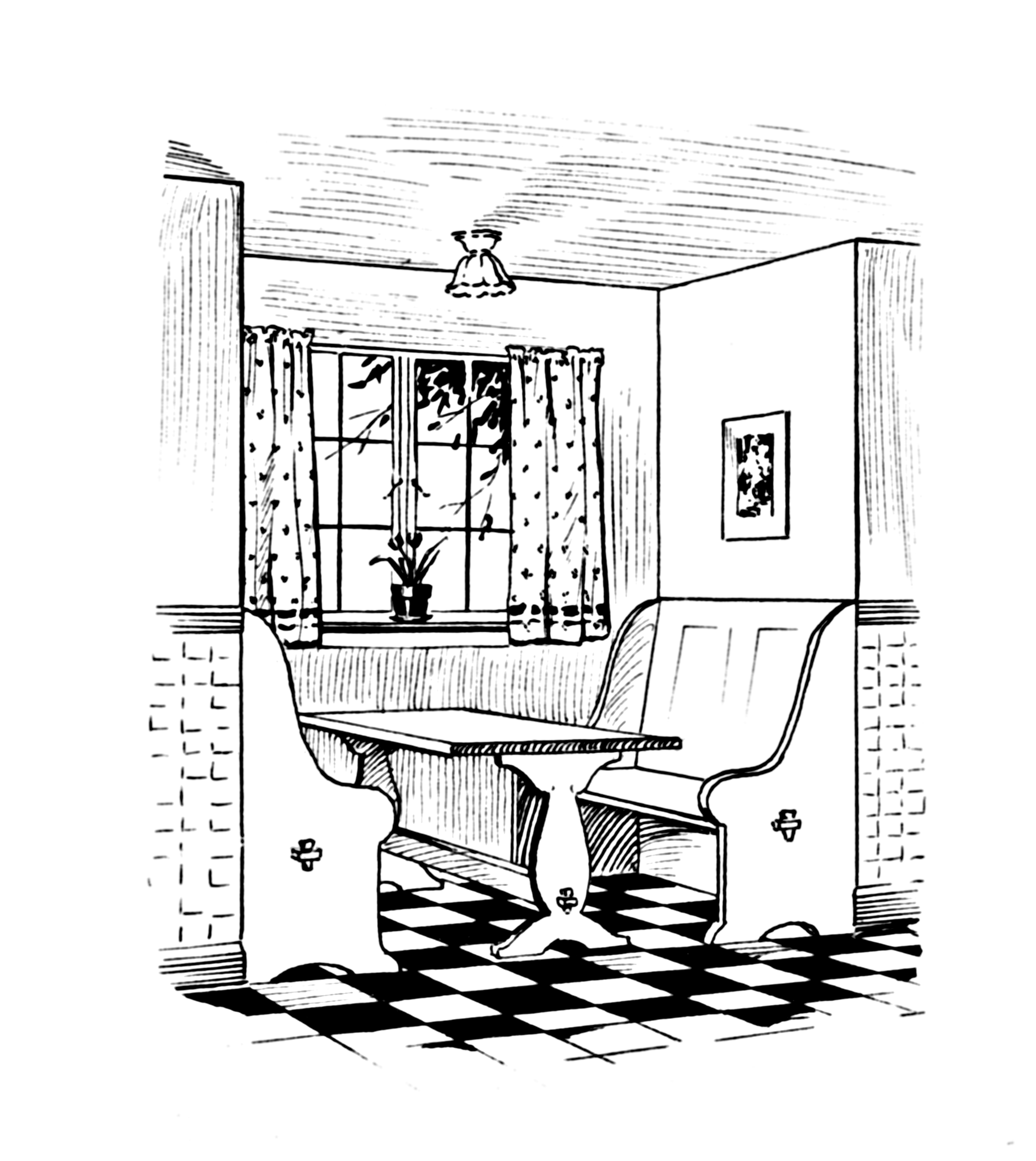
Місце для спілкування у алькові
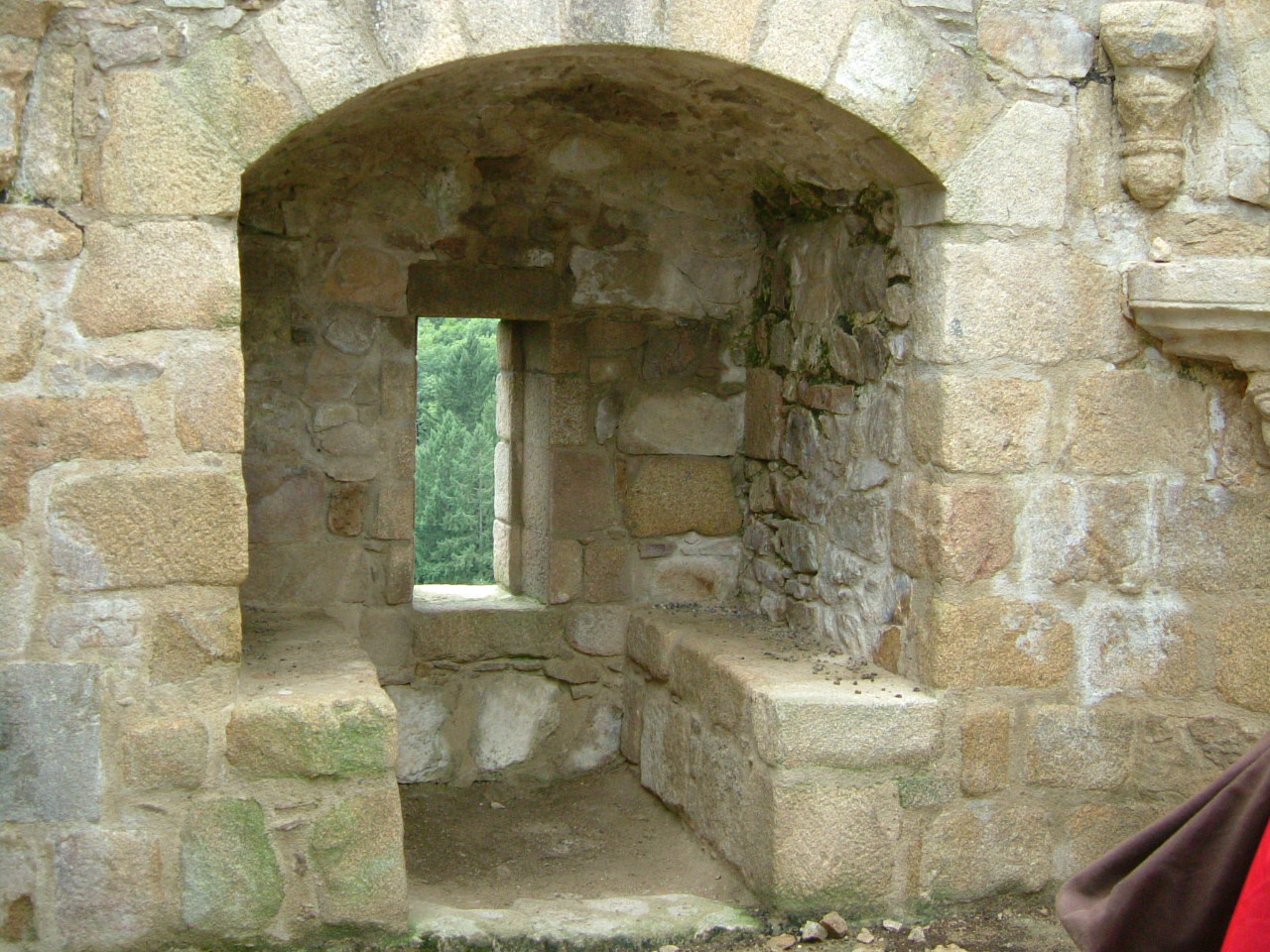
Ніша перед вікном з лавами-кусьєжами. Замок у Крозані, Франція.